# Rowland S. Howard
Rowland S. Howard (Melbourne, 24 ottobre 1959 – Melbourne, 30 dicembre 2009) è stato un musicista australiano, noto, soprattutto, per essere stato membro della rock band The Birthday Party.

## Biografia
Rowland Stuart Howard nacque a Melbourne, in Australia. Nel 1978, si unì come chitarrista ai Boys Next Door, che poi sarebbero divenuti The Birthday Party, band composta da Nick Cave, Mick Harvey, Tracy Pew e Phill Calvert, diventandone uno dei principali compositori.
Con questa band, nel 1979, pubblicò un LP, Door, Door, seguito da The Birthday Party nel 1980, Prayers on Fire nel 1981 e Junkyard nel 1982.
In seguito allo scioglimento dei The Birthday Party avvenuto nel 1983, si unì per qualche tempo ai Crime and the City Solution. Quindi fondò, insieme alla fidanzata Genevieve McGuckin e al fratello Harry, una propria band, i These Immortal Souls, con la quale pubblicò l'album Get Lost, (Don't Lie!) nel 1987, e I'm Never Gonna Die Again nel 1992.
Nel 1999, pubblicò il primo album solista, Teenage Snuff Film, seguito da Pop Crimes, uscito postumo nel 2010.
Durante la sua carriera, collaborò con diversi artisti, tra cui la cantante Lydia Lunch, Barry Adamson, gli Einstürzende Neubauten e il cantautore Jeffrey Lee Pierce.
Morì di cancro a Melbourne, il 30 dicembre del 2009.

## Discografia

### Con i Boys Next Door/The Birthday Party
- 1979 - Door Door (Mushroom Records)
- 1980 - The Birthday Party (Missing Link Records)
- 1981 - Prayers on Fire (4AD Records)
- 1982 - Junkyard (4AD Records)

### Con i These Immortal Souls
- 1987 - Get Lost, (Don't Lie!) (Mute Records)
- 1992 - I'm Never Gonna Die Again (Mute Records)

### Come solista
- 1999 - Teenage Snuff Film (Shock Records)
- 2010 - Pop Crimes (PIAS Recordings)